# Kamaz
Kamaz, sovint estilitzat com KamAZ, és una empresa russa fabricant de camions, autobusos i motors de combustió amb seu a Nàberejnie Txelní.
KamAZ és l'abreviació del rus Kamskiy Avtomobilny Zavod, Камский Автомобильный Завод, que literalment significa fàbrica d'automòbils de Kama. L'empresa fou fundada l'any 1969, quan els líders soviètics decidiren establir una fàbrica de camions a la riba del riu Kama. La construcció de les instal·lacions es va dur a terme en el context del novè pla quinquennal (1971-1975), que se centrà en la producció automobilística. La planta començà a fabricar camions el 1976, amb una producció total de 5.000 vehicles. En pocs anys prengué el relleu com a fabricant de camions més important de la Unió Soviètica de l'empresa ZiL i arribà a produir 150.000 vehicles l'any 1985. El juny del 1991, en plena dissolució de la Unió Soviètica, l'empresa es va privatitzar i continuà la seva activitat.
Actualment és el fabricant de camions més important de la Federació russa. KamAZ va produir uns 35.500 camions l'any 2019, venent-ne aproximadament 30.000 al mercat domèstic, un 44% del total de vendes de camions de Rússia aquell any, i exportant-ne la resta. L'any 2009 l'empresa donava feina a 48.000 treballadors i els seus principals clients interns eren el Ministeri de Defensa de Rússia, Gazprom, Lukoil, SUEK i TNK. KamAZ també és una empresa reconeguda per les seves sostingudes victòries al ral·li Dakar d'ençà que va començar-hi a participar l'any 1991. El 2022 tenia el rècord de 18 victòries en la categoria de camions, més que cap altre competidor.